# Ein Mann in Wut
Ein Mann in Wut, in der DDR Der wütende Mann (Originaltitel: L’homme en colère), ist ein französisch-kanadischer Kriminalfilm aus dem Jahr 1978. Die Hauptrolle spielte Lino Ventura.

## Handlung
Der verwitwete ehemalige Flugkapitän Romain Duprey wird von Frankreich nach Kanada bestellt, um die Leiche seines Sohnes Julien zu identifizieren. Doch der Erschossene ist nicht sein Sohn, er trägt lediglich dessen Pass bei sich. Duprey steht nun vor einem Rätsel, schließlich weiß er nichts über das gegenwärtige Leben seines Sohnes. Denn dieser hatte sich nach dem Tod der Mutter von Romain abgewendet und war illegal nach Kanada eingereist.
Von der Polizei erfährt Duprey, dass sich Julien mit Drogenhändlern und Menschenschmugglern eingelassen und so illegalen Einwanderern zur Flucht in die USA verholfen hatte. Als Julien bei einer dieser Aktionen in den Besitz von Drogengeldern gelangt war, tauchte er unter, um zusammen mit seiner Freundin Anne ein neues Leben in Kalifornien zu beginnen. Bei der nervenaufreibenden Suche nach seinem Sohn erhält Duprey Unterstützung von der Amerikanerin Karen. Dabei heften sich sowohl die Polizei als auch das Verbrechersyndikat immer mehr an Dupreys Fersen.
Schließlich findet Romain seinen Sohn, der gerade im Begriff ist, mit dem gestohlenen Geld die US-amerikanische Grenze zu passieren. Romain versucht zunächst vergeblich, Julien aufzuhalten. Als die Verbrecher und die Polizei auftauchen, kommt es zu einer Schießerei, bei der Romain verwundet wird. Dadurch gibt Julien seinen Plan auf und stellt sich, während die Verbrecher festgenommen werden.

## Kritiken
Das Lexikon des internationalen Films schrieb: „Gut inszenierter und hervorragend gespielter Kriminalfilm; schwächer in der Schilderung der Vater-Sohn-Beziehung und des Verhaltens des orientierungslosen Jugendlichen.“
Cinema befand: „Lino Venturas dritte Zusammenarbeit mit Regisseur Claude Pinoteau […] ergab einen spannenden Thriller, der ganz auf die markante Präsenz des Schauspielers zugeschnitten ist. Ventura spielt hier abermals den granteligen Eigenbrötler, auf dessen Darstellung er in den meisten seiner Filme festgelegt war. Zugleich überzeugt der Krimi als Drama einer brüchigen Vater-Sohn-Beziehung.“
Prisma meinte: „Trotz vieler unglaubwürdiger Handlungsstränge ein spannender Thriller, der besonders vom Spiel des – wie immer – grandiosen Lino Ventura lebt.“